# Radio Austral
Radio Austral es una emisora ubicada en la ciudad de Valdivia, Chile en 970 AM.

## Historia
La radio salió al aire el 1 de abril de 1972. Es la emisora valdiviana actual que se ha mantenido durante mayor tiempo con su estructura y nombre inicial. Su director Augusto Olave, falleció el día 14 de mayo de 2021.

## Objetivos
La radio indica en su sitio web que su principal objetivo es dar identidad local, ser la voz de los que no la tienen, dar a conocer la música nacional e internacional de todos los tiempos, noticias principalmente  locales y regionales, hacer campañas de bien social como las de la Lana" en invierno y del "Pan de Pascua" para Navidad. Por último, promover el crecimiento de nuestra ciudad y fomentar el turismo de la zona, al país y extranjero, para que personas de todo el mundo conozca nuestras costumbres gastronomía, cultura y belleza.

## Información adicional
- Saludo del Intendente Iván Flores por los 36 años de vida de la radio